# Fedje
Fedje è un comune norvegese della contea di Vestland.